# シーパンサー (潜水艦)
シーパンサー (USS Sea Panther, SS-528) は、アメリカ海軍の潜水艦。テンチ級潜水艦の一隻。艦名は南アフリカ沿岸に生息する黒い斑点を持つ魚のシーパンサーに因む。
SS-528 はシーパンサーの艦名が命名されることが決定したが、起工前の1944年7月29日に建造は取り消された。